# Громаковський Ігор Костянтинович
Ігор Костянтинович Громаковський (нар. 18 квітня 1927, Одеса) — радянський вчений в галузі виноградарства і виноградного розсадництва. Доктор сільськогосподарських наук з 1973 року, заслужений працівник сільського господарства Молдавської РСР з 1983 року.

## Біографія
Народився 18 квітня 1927 року в Одесі. 1951 року закінчив Кишинівський сільськогосподарський інститут імені М. В. Фрунзе. У 1951—1972 роках — на господарській, науково-дослідній і керівній роботі. Член КПРС з 1963 року. У 1973 році — завідувач відділом розсадництва Молдавського науково-дослідного інституту садівництва, виноградарства і виноробства.

## Наукова діяльність
Вніс великий внесок у вдосконалення промислової технології виробництва щепленого виноградного посадкового матеріалу, теоретично обґрунтував і розробив практичні рекомендації по використанню дефоліантів в виноградарстві. Співавтор способів машинного щеплення на ступінчастий шип і насичення живців підщепи водою методом вакуум-інфільтрації, електростратифікаційної установки УЕС-6, технології інтенсивного вирощування виноградного посадкового матеріалу, в тому числі вегетуючого в плівкових теплицях та ін. Автор понад 130 наукових робіт, 4 винаходів. Серед робіт:
- Дефолиания винограда. — К., 1971;
- Виноградное питомниководство Молдавии. — К., 1979 (у співавторстві);
- Фотосинтетическая деятельность привитых саженцев винограда при интенсивной технологии выращивания. — К., 1983 (у співавторстві).